# Pedunculagina
Pedunculagina es un elagitanino. Se forma a partir casuarictin a través de la pérdida de un grupo de galato.

## Producción natural
Pedunculagina se encuentra en las plantas del clado Rosidae. Se puede encontrar en el pericarpio de los granados ( Punica granatum ), en la familia Lythraceae, en el orden de los Myrtales. También se encuentra en las plantas del orden de las Fagales tales como nueces ( Juglans regia ) en la familia Juglandaceae, en Alnus sieboldiana y en el aliso de Manchuria ( Alnus hirsuta var. microphylla ), ambas especies de la familia Betulaceae y es uno de los principales elagitaninos de la madera de roble junto con castalagina, vescalagina, grandinina y roburinas A y E ( género Quercus , de la familia Fagaceae). Se repite también en el grosella espinosa india (Phyllanthus emblica), una planta de la familia Phyllanthaceae, en el orden Malpighiales.
Galoil pedunculagina se puede encontrar en Platycarya strobilacea.

## Efecto sobre la salud
Se trata de altamente activos inhibidores de la anhidrasa carbónica.

## Química
Es un isómero de terflavin B. Puede ser sintetizado.